# Contea di Tuolumne
La contea di Tuolumne, in inglese Tuoumne County, negli Stati Uniti d'America, è una contea della California, che si trova sulla Sierra Nevada. Nel 2000 la popolazione ammontava a 54 501 abitanti. Il capoluogo è Sonora.

## Geografia fisica
La contea si trova nel centro-est dello Stato, sul versante occidentale della Sierra Nevada. La parte occidentale è ricoperta di pascoli ed è meno elevata, mentre la parte orientale è montuosa. La contea ospita parchi e aree protette, tra cui, a est, la metà settentrionale del parco nazionale di Yosemite.

### Contee confinanti
- Contea di Alpine - nord
- Contea di Mono - est
- Contea di Madera - sud-est
- Contea di Mariposa - sud
- Contea di Stanislaus - sud-ovest
- Contea di Calaveras - ovest

## Storia
La contea è una delle 27 originarie della California e fu fondata nel 1850. Il nome deriva dalla lingua dei nativi e gli sono stati attribuiti diversi significati, come casa dalle tante pietre o terra dei leoni di montagna.

## Comuni
Nella contea si trova la city incorporata di Sonora, il capoluogo. E i seguenti census-designated places:
| - Cedar Ridge - Chinese Camp - Cold Springs - Columbia - East Sonora - Groveland - Jamestown - Long Barn - Mi-Wuk Village | - Mono Vista - Phoenix Lake - Pine Mountain Lake - Sierra Village - Soulsbyville - Strawberry - Tuolumne City - Tuttletown - Twain Harte |

## Infrastrutture e trasporti

### Principali strade ed autostrade
- California State Route 49
- California State Route 108
- California State Route 120